# Hemstal
Hemstal (en luxemburguès: Hemstel; en alemany: Hemstal) és una vila de la comuna de Bech, situada al districte de Grevenmacher del cantó d'Echternach. Està a uns 20 km de distància de la ciutat de Luxemburg.